# Baciu
Baciu là một xã thuộc hạt Cluj, România. Dân số thời điểm năm 2002 là 8162 người.